# Comisión Mixta Arbitral Agrícola
La Comisión Mixta Arbitral Agrícola (CMAA) fue un órgano paritario de ámbito nacional que existió en España desde 1930 a 1939 para resolver conflictos agrarios.
La Comisión Mixta Arbitral Agrícola se creó en mayo de 1930 para sustituir a la Comisión Delegada de Consejos de Corporaciones Agrícolas, dependiente del Ministerio de Trabajo y Previsión y encargada de resolver recursos de las comisiones paritarias locales y regiones, en la organización nacional corporativa diseñada durante la Dictadura de Primo de Rivera.
Con la Segunda República Española, en mayo de 1931, se siguieron clasificando los conflictos agrarios en tres categorías y se organizaron tres tipos de jurados mixtos paritarios de ámbito local, provincial o regional, encargados de resolver los conflictos de cada tipo. Estos tres tipos de jurados eran el Jurado Mixto del Trabajo Rural (para cuestiones laborales), el Jurado Mixto de la propiedad Rústica (para conflictos sobre el arrendamiento de la tierra) y los jurados mixtos de Industrias Transformadoras (conflictos entre productores agrícolas e industrias transformadoras). Contra los fallos dictados por los dos últimos tipos de jurados se podía presentar recurso ante la Comisión Mixta Arbitral Agrícola, que proponía la resolución adoptada al ministro.